# Beaconsfield Town F.C.
Câu lạc bộ bóng đá Beaconsfield Town là một câu lạc bộ bóng đá có trụ sở tại Beaconsfield, Buckinghamshire, Anh. Đội hiện là thành viên của Southern League Premier Division South và thi đấu tại Holloways Park.

## Lịch sử
Câu lạc bộ được thành lập với tên gọi Beaconsfield SYCOB vào năm 1994 bởi sự hợp nhất của Beaconsfield United của Spartan League và Slough Youth Club Old Boys của Chiltonian League, với câu lạc bộ mới sẽ thay thế Beaconsfield United trong Premier Division của Spartan League; Beaconsfield United đã chơi ở Spartan League từ năm 1979 và vô địch Senior Division mùa giải 1982-83, giành quyền thăng hạng lên Premier Division, trong khi Slough Youth Club Old Boys là thành viên của Chiltonian League từ năm 1990. Khi giải đấu này sáp nhập với South Midlands League để hình thành Spartan South Midlands League năn 1997, Beaconsfield được xếp vào Premier South Division, kết thúc với vị trí á quân trong mùa giải đầu tiên của giải đấu và giành được một suất trong Premier Division cho mùa giải tiếp theo.
Mùa giải 2000-01 Beaconsfield vô địch Premier Division. Sau khi lặp lại thành tích này vào mùa giải 2003-04, họ được thăng hạng lên Division One East của Southern League. Đội được chuyển đến Division One West cho mùa giải tiếp theo, trở thành Division One South & West cho mùa giải 2006-07. Tuy nhiên, sau khi xếp cuối bảng mùa đó, họ đã xuống hạng trở lại Spartan South Midlands League. Câu lạc bộ đã giành chức vô địch trong lần thử sức đầu tiên, và được thăng hạng trở lại Division One South & West của Southern League. Mùa giải tiếp theo, 2008-09, đội kết thúc ở vị trí thứ tư, đủ điều kiện tham dự trận play-off thăng hạng. Tuy nhiên đội đã để thua 2-1 trước AFC Totton ở bán kết.
Năm 2009, Beaconsfield được chuyển đến Division One Midlands, trở thành Division One Central vào mùa giải tiếp theo. Kết thúc ở vị trí thứ năm trong mùa giải 2011-12 giúp đội lại đủ điều kiện tham dự vòng play-off, lần này là trận thua 3-1 trong trận chung kết trước Bedworth United sau khi đánh bại kình địch địa phương Slough Town 2-1 ở bán kết. Một kết thúc khác ở vị trí thứ năm trong mùa giải tiếp theo dẫn đến một chiến dịch play-off khác, nhưng đội đã bị đánh bại 1-0 bởi Rugby Town ở bán kết. Năm 2017, câu lạc bộ đổi tên thành Beaconsfield Town, hai năm sau khi động thái này được công bố lần đầu tiên. Mùa giải 2017-18 chứng kiến họ vô địch giải East Division đã đổi tên, giành quyền thăng hạng lên Premier South Division.

## Sân vận động
Câu lạc bộ chơi tại Holloways Park trên Windsor Road ở Beaconsfield, được Beaconsfield United sử dụng từ năm 1971 sau khi chuyển từ khu đất cũ của họ do cần có đất cho M40. Hệ thống dàn đèn được lắp đặt vào năm 1991 và một hội quán lớn kết hợp sân hiên có mái che với sức chứa 200 người được xây dựng phía sau một khung thành.

## Danh hiệu
- Southern League
  - Vô địch East Division 2017-18
- Spartan South Midlands League
  - Vô địch Premier Division 2000-01, 2003-04, 2007-08
  - Vô địch Challenge Trophy 2001-02
  - Vô địch Premier Division Cup 2007-08
- Berks & Bucks Senior Cup
  - Vô địch 2012-13
- Berks & Bucks Senior Trophy
  - Vô địch 2003-04, 2007-08

## Kỉ lục
- Vị trí cao nhất giải quốc nội: thứ 4 ở Southern League Division One South & West, 2008-09[2]
- Thành tích tốt nhất tại Cúp FA: Vòng loại thứ tư, 2016-17
- Thành tích tốt nhất tại FA Trophy: Vòng loại thứ nhất, 2005-06, 2009-10, 2010-11[2]
- Thành tích tốt nhất tại FA Vase: Vòng Hai, 2003-04[2]
- Cầu thủ ra sân nhiều nhất: Allan Arthur[1]
- Cầu thủ ghi nhiều bàn thắng nhất: Allan Arthur[1]